# Манди Мур
Аманда Лий Мур (на английски: Amanda Leigh Moore), по-известна като Манди Мур (на английски: Mandy Moore), е американска певица, актриса, манекенка и автор на песни.
Тя израства във Флорида и става известна още на шестнадесетгодишна възраст, след появата на първите ѝ албуми So Real, I Wanna Be with You и Mandy Moore. Мур се отклонява към филмова кариера през 2002 г. с ролята си във филма „Незабравимата“ (A Walk To Remember). След големия си успех младата актриса получава главни роли в други тийнейджърски комедии. В два от следващите си филми – „Американски мечти“ (American Dreamz) и „Спасение!“ (Saved!) – Мур играе отрицателни персонажи, за разлика от останалите ѝ роли. Личният живот на актрисата и връзките ѝ с тенисиста Анди Родик и актьорите Уилмър Валдерама и Зак Браф са широко коментирани в медиите. Петият албум на Мур – Wild Hope – излиза през 2007 г.

## Произход и първи интереси
Манди е родена в Нашуа, Ню Хампшър. Майка ѝ Стейси е журналист, а баща ѝ Дон Мур е пилот на авиокомпанията „Американ Еърлайнс“ („American Airlines“). Бащата на Мур е от ирландско-индиански (чероки) произход, а майка ѝ – от английско-еврейски. Манди има двама братя, Скот и Кайл. Заради работата на Дон, семейството се премества да живее във Флорида малко след раждането на Мур, която остава там до 14-годишна възраст. Възпитана е в духа на католическата религия, но вече не е практикуваща католичка.
От ранна възраст Мур развива интерес към пеенето и развлекателната индустрия, като среща особено голяма подкрепа от страна на своята баба по майчина линия, която има сценичен опит. Започва да взима уроци по пеене на 10-годишна възраст. Сред първите публични прояви на Мур са изпълненията на Националния химн на САЩ на няколко спортни събития във Флорида. Служител в куриерската компания „Федекс“ (FedEx), я чува да пее в звукозаписно студио и изпраща все още недовършеното демо на директора на A&R Urban, част от звукозаписната компания Епик Рекърдс, с когото тя подписва първия си договор.

## Музикална кариера

### 1999 – 2002: Ранни поп албуми
През 1999 г. Манди участва в турне на Бекстрийт Бойс. Първият ѝ албум, So Real („Толкова истинско“), излиза през декември същата година. Той достига 31-ва позиция в американската класация Billboard 200. По това време критиците смятат Мур за поредната „поп принцеса“ от рода на Бритни Спиърс, Кристина Агилера и Джесика Симпсън. Списанието „Ентъртейнмънт Уийкли“ пише, че песните на Мур, пресъздаващи темата за „непреживяваната любов“, са изпълнени от певицата със „задушаващ професионализъм“, а баладите ѝ предизвикват „гадене“. Въпреки че Манди става известна на по-ранна възраст отколкото Симпсън, Агилера и Спиърс, тя не постига техния успех, макар че дебютният ѝ албум става платинен в Съединените щати и е продаден в почти едномилионен тираж. Дебютният тийнейджърски хит сингъл на Мур – Candy („Бонбон“) – достига 41-ва позиция в американския Billboard Hot 100 и става златен. Сингълът постига успех и в Европа, особено във Великобритания, където достига 6-а позиция. За видеоклипа към песента има отзиви, че е „необичайно провокативен, макар че Мур се облича консервативно в сравнение със своите връстнички в поп индустрията“. В големия интернет справочник за музика „Ол Мюзик Гайд“ (All Music Guide) албумът е определен като „типичен“ и „посредствен“.
През май 2000 г. излиза албумът I Wanna Be with You („Искам да съм с теб“), преработена версия на дебютния ѝ албум. Той е почти изцяло изработен със синтезатори, китара, бас китара и барабани и съдържа нови песни и ремикси от So Real. Албумът достига 21-ва позиция на Billboard 200 и става златен в САЩ с почти 792 000 продадени копия. Заглавната песен „Искам да съм с теб“ („I Wanna Be with You“), която е единственият сингъл от албума, достига 24-то място в Billboard Hot 100 и става най-високо класиралата се песен на Мур. Песента е включена в саундтрака на филма „Треска за шоу“ (Center Stage) (2000).
През юни 2001 г. Мур издава третия си албум, носещ името ѝ – Mandy Moore. В него са включени песните „Saturate Me“ („Напои ме“), „You Remind Me“ („Напомняш ми“) и „In My Pocket“ („В джоба ми“). Тя го рекламира по време на първия си самостоятелен концерт, озаглавен „Манди Мур Лайв@ШаутБек“. Албумът съдържа бързи песни с влияние от източната музика и е характеризиран като „пищна, многослойна продукция“ от „Ол Мюзик Гайд“. Той получава разнородни отзиви от критиците Журналистите в списанието „Ентъртейнмънт Уикли“ са по-скоро критични към Мур, но списание „Ролинг Стоун“ дава висока оценка на албума ѝ и го определя като по-добър в сравнение с предходните два. Албумът заема 35-а позиция в Billboard 200, а 443 000 копия от него са продадени в САЩ. Водещият сингъл „In My Pocket“ не влиза в Хот 100. Другият сингъл, „Crush“ („Влюбване“), също не влиза в американските класации, въпреки че по МТВ непрекъснато се върти клипът на песента. В началото на 2002 г. Мур излиза с финалния сингъл „Cry“ („Плач“), включен във филма „Незабравимата“, където за първи път в актьорската си кариера играе главна роля.
През 2006 г. Мур коментира своите първи албуми с неприязън, но отбелязва, че според нея първият ѝ албум е бил подходящ за възрастта ѝ. Певицата е изказвала мнение, че той „не струва“, че първите ѝ албуми са „просто ужасни“ и че ако би могла „би върнала обратно парите на всеки, който е купил първите ѝ два албума“. По време на интервю по радиото през април 2006 г. неин фен (който е видял предния коментар на певицата) я пита дали ще му възстанови парите от първия ѝ албум и тя удържа на думата си.

### След 2003 г.: Албуми, компилации и нов договор
През октомври 2003 г. Мур представя четвъртия си албум Coverage, който е определен от „Ол Мюзик Гайд“ като „скок към музикална зрялост“. Той съдържа кавъри на песни от седемдесетте и осемдесетте години на XX век, които са повлияли на Мур като дете. Певицата споделя, че няма амбицията „да надмине оригиналните изпълнители“, което според нея е невъзможно, а просто „да предаде песните им по свой начин“. Coverage достига 14-о място в Billboard 200, но „Have a Little Faith in Me“ („Имай малко вяра в мен“) и „Senses Working Overtime“ („Сетивата работят извънредно“), единствените два сингъла от албума, не се представят добре в музикалните класации, въпреки че първият достига ARC Weekly Top 40. Продуцирано е видео към песента „Drop the Pilot“ („Остави пилота“), но то никога не излиза на екран. Песента „I Feel the Earth Move“ („Усещам как се движи Земята“) е включена в компилацията Love Rocks, създадена от защитници на правата на хомосексуалните.
След ниските продажби на албума Coverage Епик Рекърдс решават да разтрогнат договора си с Мур. Като последно задължение от договора с нея, през ноември 2004 г. компанията пуска хитовата компилация The Best of Mandy Moore („Най-доброто от Манди Мур“), която достига 148-а позиция в Billboard 200. Друга компилация, Candy, следва през 2005 г. По време на този период единствената музика, която Мур записва, е демо на песента „Hey!“ („Хей!“), кавърверсия на песента „Beautiful Man“ („Хубав мъж“) на Лори Маккена, написана от Джеймс Реналд.
В началото на 2006 г. Мур заявява, че ѝ липсва музикалната кариера и че пеенето е нещото, по което тя е „най-силно запалена“. Тя подписва със Сайър Рекърдс след приключването на договора ѝ с Епик Рекърдс, но напуска тази компания през май същата година. През юли певицата подписва с музикалната компания И Ем Ай. Новият албум на Мур, Wild Hope („Дива надежда“), излиза на 19 юни 2007 г. и е резултат от съвместната работа с изпълнителите Шантал Кревиазук, Рейчъл Ямагата, Лори Маккена и Уипис. Мур живее в къща в Удсток близо до Ню Йорк, докато записва албума в края на 2006 г. Тя изпълнява нови песни от този албум на филмовия фестивал Сънденс. Първият ѝ сингъл „Extraordinary“ („Необикновена“) излиза в профила на певицата в MySpace на 29 януари 2007 г. Мур изпълнява тази песен на 12 април 2007 г. при церемонията по връчване на наградите „Брик“ (Brick Awards – присъждани на млади хора, които работят за социална промяна), което е и първото представяне по телевизията на песен от този албум. През лятото Мур започва турне.
В началото на март 2007 г. Мур заснема видеоклип към песента „Extraordinary“, където се появява в 120 версии на самата себе си. Албумът Wild Hope получава положителни отзиви в Съединените щати. Той присъства умерено добре в музикалните класации, влизайки под номер 30 в Billboard 200 в Съединените щати, и номер 84 в Канада. На концерт в Бостън през юли Мур изпълнява песни от последния си албум и предизвиква положителни отзиви за промяната към творческо съзряване. През август Мор излиза на турне заедно с Пола Коул и Рейчъл Ямагата, което включва средноголеми концерти в САЩ и Канада. Wild Hope заема 10-а позиция в „Задължителния списък“ („The Must List“) на „Ентъртейнмънт Уикли“.
На 23 февруари 2008 г. Мур пуска албума си и в Австралия и впоследствие участва в турне заедно с Бен Лий и Западноавстралийския симфоничен оркестър, поддържайки Кели Кларксън на нейното турне. Последната спирка на Манди на нейното тихоокеанско турне е Ийстууд Сити във Филипините.

## Филмова кариера

### От 2000 до 2005
През лятото на 2000 г. Мур води половинчасово шоу по МТВ, „Шоуто на Манди Мур“, което продължава и през лятото на следващата година под името „Манди“. Тя участва и в различни реклами на Neutrogena. Мур също така дефилира за Penshoppe във Филипините и участва в реклами на Coach (марка чанти) в Япония. През 2001 г. Мур се появява с малка роля на мажоретката Лара Томас във филма „Дневниците на принцесата“, където играят Ан Хатауей и Джули Андрюс. Във филма героинята на Мур изпълнява „Stupid Cupid“ („Глупавият Купидон“), песен, включена в саундтрака на филма. Представянето на Мур печели положителни отзиви от филмовата критика. През 2002 г. актрисата получава първата си главна роля във филма „Незабравимата“ (A Walk to Remember), в който ѝ партнира Шейн Уест. Базиран на романа от Никълъс Спаркс, филмът представя любовната история между дъщерята на протестантски свещеник (Мур) и буен непокорен тийнейджър (Уест). Филмът постига известен успех, като реализира 41 милиона долара приход в САЩ. Въпреки че самият филм получава негативни критики, младата звезда получава и позитивни отзиви за своята игра. Критикът Роджър Ибърт определя играта ѝ като „ненатрапчиво убедителна“ и нарича Мур „естествено красива и като външност, и като поведение“.
На летните филмови награди на МТВ Мур печели наградата „пробивно женско изпълнение“ за тази роля. Същата година тя озвучава героинята Аерит Гейнсбъроу във видеоиграта Kingdom Hearts, снима се във видеоклипа на Елтън Джон към песента „Original Sin“ („Първороден грях“) и заема 67-а позиция в класацията на списанието „Стаф“ („Stuff“) „102-те най-красиви жени на света“. 
През 2003 г. Мур участва в романтичната комедия „Уроци по любов“ (How to deal). Филмът осъществява само 14 млн. долара приход в САЩ.
Следващият филм на актрисата, „Преследването на Либърти“ (Chasing Liberty), излиза на екраните през 2004 г. Той получава едва 12 милиона долара. И двата филма получават негативна критика, но Ебърт отново се изказва положително за младата актриса, отбелязвайки, че тя има „неподправен естествен чар“ и „заради нея почти си струва да се гледа филмът („Уроци по любов“)“. В статията си за „Преследването на Либърти“ той добавя, че Мор има „неоспоримо екранно присъствие“. Други критици я описват като „актриса с ограничен диапазон“,. Във филмова рецензия за „Преследването на Либърти“ Мур е определена като „най-безобидната от предишните поп принцеси“, която „има потенциал като актриса“, но е необходимо да се развива.
По-късно през 2004 г. Мур се появява в религиозната сатира „Спасение!“ (Saved!), в която тя играе Хилари Фей, благоприлично и популярно момиче в християнско училище. Филмът получава положителна критика, а Мур – хвалебствени изказвания за своето представяне и коментари, че това е най-доброто ѝ изпълнение дотогава.
През 2005 г. Мур озвучава роля във филма „Зебрата състезател“ (Racing Stripes) и се появява в телевизионната поредица „Антураж“ (Entourage). Тя е избрана да се снима във филмите „Прокълнати“ (Cursed), „Опустошение“ (Havoc) и „Укротяване на гнева“ (The Upside of Anger), но впоследствие не участва в нито един от тях.

### От 2006
През 2006 г. Мур е гостуваща актриса в два епизода от сериала „Смешно отделение“ (Scrubs). Същата година озвучава героинята Табита (Tabitha Vixx) в популярния анимационен сериал „Семейство Симпсън“. 
След това тя участва в пародията „Американски мечти“ (American Dreamz), която излиза през април 2006 г. В този филм Мур играе участничка в телевизионна поредица, подобна на Мюзик Айдъл. Режисьорът Пол Вайц изразява мнение, че Мор може да изпълни ролята на социопат „невероятно добре“. Според него това се получава, защото тя самата е „невероятно симпатична и умна“ и за нея е интересно да представя героиня, която е нейна противоположност като характер. Мур казва, че се забавлява да играе лоши героини, но се страхува да не бъде определена като истински злодей.  През първата седмица след премиерата филмът заема 9-а позиция в боксофис класацията в САЩ. Той донася 7 милиона долара приход и получава смесени мнения от критиците. По-късно през 2006 г. в прегледа на филма от ComingSoon.net се споменава че „изпълнението на Мур е било изненадващо добро“.
Следващата роля на Мор е озвучаваща на Нита, героиня в анимацията „Братът на мечката 2“ (Brother Bear 2), която излиза директно на DVD на 29 август.  Мор първоначално е била избрана да участва в „Боби“ (Bobby), но след това е заменена с Мери Елизабет Уинстед. 
Мор, позовавайки се на своето консервативно възпитание, изразява недоволство от своето представяне на корицата на списание „Космополитан“ през май 2006 г., редом със заглавието „Оргазми без граници“ на статия, която не е свързана с нея.  Въпреки това, в нейния следващ филм Because I Said So („Защото аз казах така“), в който участват Гейбриъл Махт, Лорън Греъм и Даян Кийтън, героинята на Мур обяснява детайлно чувството от оргазъм на майка си, героинята на Кийтън. Филмът е пуснат на 2 февруари 2007 г. и не е добре приет от филмовите критици. 
В „Сватбен лиценз“ (License To Wed) (2007) Мор е бъдеща булка, която трябва да изпълни триседмично споразумение преди да се омъжи. Годеникът ѝ във филма е Джон Кразински, а Робин Уилямс – свещеникът, от когото трябва да получат разрешение да се оженят. Филмът излиза на 3 юли 2007 г. и получава главно негативни критики. 

## Модна кариера
Мур се включва и в света на модата със своя собствена модна линия, наречена Mblem, марка съвременни плетени и кашмирени облекла. Линията ѝ се продава в повече от 500 модни бутика, включително Рон Херман и Лиса Клайн и в няколко универсални магазина като „Мейси'с Уест“, „Блумингдейлс“ и „Нордстром“. През 2007 г. Мор печели награда за новаторство в модата на 11-ите годишни американски награди за аксесоари.

## Личен живот
Мур се среща с Уилмър Валдерама в продължение на осемнадесет месеца между 2000 и 2002 г. Валдерама се появява в „Шоуто на Хауърд Стърн“, където обяснява, че той и Мур са били първата любов един за друг,  без да твърди, че връзката им е имала сексуален характер, както е цитиран неточно от някои медии впоследствие.  Мор по-късно се изказва положително за Валдерама, но заявява че коментарите относно тяхната връзка в „Шоуто на Хауърд Стърн“ са напълно неверни. Тя започва да се среща с известния тенисист Анди Родик през 2002 г., но връзката им приключва през март 2004 г. Мур се среща и с филипинския певец и актьор Били Кроуфърд.
През 2004 г. актрисата започва връзка със Зак Браф, актьор от сериала „Смешно отделение“. През 2006 г. двойката е неправилно обявена за сгодена, но двамата прекъсват отношенията си същата година. В началото на 2007 г. медиите свързват Мур с Адам Голдстейн, познат като Диджей Ей Ем, но през март 2007 г. е съобщено, че връзката им е приключила, като двамата са останали в приятелски взаимоотношения. През 2007 г. Мур се среща за кратко с Грег Лаусуел, певец и актьор. През декември Мур започва връзка с певеца Райън Адамс, но двамата се разделят през 2008 г. 
Любимите музиканти на Мур са Мадона и Бет Мидлър. Мидлър също така е и любимата ѝ актриса, а филмът „Плажове“ (Beaches) ѝ е бил любим като тийнейджърка. Тя харесва още и филмите „Ани Хол“ (Annie Hall) и „Блясъкът на чистия ум“ (Eternal Sunshine of the Spotless Mind). Мур счита, че е жизнена личност и описва себе си като „човек, който смята чашата за полупълна“. Към 2008 г. актрисата живее в Холивуд Хилс с брат си Кайл. В началото на 2007 г. тя заявява, че събитията от предишната година (прекратен договор със звукозаписната ѝ компания, проблеми в личния ѝ живот) са я подтикнали към преосмисляне на живота и е решена да не позволи на трудностите да ѝ попречат да развива потенциала си. Мур казва, че не може да готви, но си е поставила за цел да се запише на уроци по готварство.

## Дискография

### Компилации
- The Best of Mandy Moore (2004)
- Candy (2005)
- Super Hits (2007)

### ДВД-та
- Mandy Moore – The Real Story (2001)
- The Best of Mandy Moore (2004)

## Филмография
| Година | Заглавие на български        | Оригинално заглавие           | Роля                   | Режисьор                     | Бележки |
| ------ | ---------------------------- | ----------------------------- | ---------------------- | ---------------------------- | ------- |
| 2000   |                              | Magic Al and the Mind Factory | Британи Фостър         | Домашно видео                |         |
| 2001   | „Дневниците на принцесата“   | Princess Diaries              | Лана Томас             |                              |         |
| 2001   | „Доктор Дулитъл 2“           | Dr. Doliitle 2                | Малко мече-бебе        | Озвучаване                   |         |
| 2002   | „Незабравимата“              | A Walk To Remember            | Джейми Съливан         |                              |         |
| 2003   | „Уроци по любов“             | How To Deal                   | Холи Мартин            |                              |         |
| 2003   | „Прецакването“               | Punk'd                        | себе си                | Сезон 1, епизод 2 от сериал  |         |
| 2003   | „Да бъдеш на 17“             | Try Seventeen / All I Want    | Лиса                   | Издаден на видео             |         |
| 2004   | „Зебрата състезател“         | Racing Stripes                | Санди                  | Озвучаване                   |         |
| 2004   | „Спасение!“                  | Saved!                        | Хилари Фей             |                              |         |
| 2005   | „Преследването на Либърти“   | Chasing Liberty               | Ана Фостър             |                              |         |
| 2005   | „Антураж“                    | Entourage                     | себе си                | Телевизионна гостуваща роля  |         |
| 2006   | „Американски мечти“          | American Dreamz               | Сали Кенду             |                              |         |
| 2006   | „Братът на мечката 2“        | Brother Bear 2                | Нита                   | Озвучаване; издаден на видео |         |
| 2006   | „Смешно отделение“           | Scrubs                        | Джули Куин             | Телевизионна гостуваща роля  |         |
| 2007   | „Защото аз казах така“       | Because I Said So             | Мили Уайлдър           |                              |         |
| 2007   | „Сватбен лиценз“             | License to Wed                | Сейди Джоунс           |                              |         |
| 2007   | „Преданост“                  | Dedication                    | Луси Райли             |                              |         |
| 2007   | „Романс и цигари“            | Romance & Cigarettes          | Бейби Мърдър           |                              |         |
| 2007   | „Южняшки истории“            | Southland Tales               | Маделин Фрост Сантарос |                              |         |
| 2007   | „Как се запознах с майка ви“ | How I Met Your Mother         | Ейми                   | Телевизионна гостуваща роля  |         |
| 2008   |                              | Personal Shopping             |                        | Анонсиран                    |         |
| 2008   |                              | Finding Jenua                 |                        | Анонсиран                    |         |
| 2008   |                              | A Summer Place                |                        | Анонсиран                    |         |
| 2008   |                              | Twist of Fate                 |                        | Анонсиран                    |         |